# Monomorium dolatu
Monomorium dolatu är en myrart som beskrevs av Bolton 1987. Monomorium dolatu ingår i släktet Monomorium och familjen myror. Inga underarter finns listade i Catalogue of Life.